# Зубастики 4
«Зубастики 4» (англ. The Critters 4) — американский фантастический комедийный фильм ужасов 1992 года, третье продолжение фильма «Зубастики» фильм получил разгромным оценки критиков

## Сюжет
В Канзасе были истреблены последние представители крайтов. Осталось всего два яйца, которые были загружены в капсулу-холодильник и отправлены в космос. Однако капсула сбилась с пути.
2045 год. Окрестности планеты Сатурн. Космическая экспедиция землян принимает на борт неопознанный летающий объект. Вскрыв его, капитан корабля выпускает монстров на волю. Они съедают его и начинают охоту за другими членами экипажа. На помощь экипажу приходит космический охотник Чарли.

## В ролях
- Дон Кит Оппер — Чарли Макфэдден
- Терренс Манн — Аг / Советник Тетра
- Анджела Бассетт — Фрэн
- Брэд Дуриф — Эл Берт
- Энн Рэмзи — Доктор МакКормик
- Андрес Хов — Рик
- Эрик Да Рэ — Бэрни
- Мартин Бэсвик — Голос Анджелы